# Préveza (district régional)
Le district régional de Préveza (grec moderne : Περιφερειακή ενότητα Πρέβεζας) est un des 74 districts régionaux de Grèce. Ce district fait partie de la périphérie de l’Épire, et son chef-lieu est Préveza.
Le district a été créé sur la base de l’ancien nome (préfecture) de Préveza (νομός Πρεβέζης) et sur le même territoire. Dans le même temps, les communes ont été réorganisées, selon le tableau ci-dessous

## Dèmes (municipalités)

Carte des dèmes du district régional de Préveza.

Lors de la réforme Kallikratis (2010), les neuf anciens dèmes et communautés sont fusionnés en trois nouveaux dèmes dont ils deviennent les districts municipaux. Les numéros correspondent à leur emplacement sur la carte.
| Nouvelles municipalités | anciennes municipalités | Siège      |
| ----------------------- | ----------------------- | ---------- |
| 1. Préveza              | Préveza                 | Préveza    |
| 1. Préveza              | Loúros                  | Préveza    |
| 1. Préveza              | Zálongo                 |            |
| 2. Ziros                | Anógio                  | Filippiáda |
| 2. Ziros                | Thespotikó              | Filippiáda |
| 2. Ziros                | Kranéa                  | Filippiáda |
| 2. Ziros                | Filippiáda              |            |
| 3. Párga                | Párga                   | Kanallaki  |
| 3. Párga                | Fanári                  | Kanallaki  |

## Dèmes (municipalités) de l'ancienne préfecture

Carte des dèmes de l'ancienne préfecture de Préveza.

| Dème       | YPES code | Chef-lieu (si nom différent) | Code postal | Préfixe tel. |
| ---------- | --------- | ---------------------------- | ----------- | ------------ |
| Anógio     | 4301      | Gorgómylos (el)              | 482 00      |              |
| Fanári     | 4308      | Kanalláki                    | 480 62      |              |
| Filippiáda | 4309      |                              | 482 00      |              |
| Loúros     | 4305      |                              | 480 61      |              |
| Párga      | 4306      |                              | 480 60      |              |
| Préveza    | 4307      |                              | 481 00      |              |
| Thespotikó | 4303      |                              | 483 00      |              |
| Zálongo    | 4302      | Kanali                       | 481 00      |              |
| Kranéa     | 4304      |                              | 483 00      |              |